# Axel Hutter
Axel Hutter (* 1961 als Axel Orzechowski) ist ein deutscher Philosoph.

## Leben
Nach dem Studium (1982–1988) der Philosophie, Germanistik, Musikwissenschaft und Medizin an der Freien Universität Berlin (philosophische Lehrer: Michael Theunissen und Ernst Tugendhat) war er von 1994 bis 1998 Lehrbeauftragter am Philosophischen Institut der FU Berlin. Nach der philosophischen Promotion an der FU Berlin 1993 war er von 1998 bis 2006 wissenschaftlicher Mitarbeiter am Hegel-Archiv der Ruhr-Universität Bochum. Nach der Habilitation an der Ruhr-Universität Bochum 2002 ist er seit 2006 Ordinarius für Philosophie an der Universität München (Lehrstuhl II).

## Schriften (Auswahl)
- Geschichtliche Vernunft. Die Weiterführung der Kantischen Vernunftkritik in der Spätphilosophie Schellings. Frankfurt am Main 1996, ISBN 3-518-58223-2.
- Das Interesse der Vernunft. Kants ursprüngliche Einsicht und ihre Entfaltung in den transzendentalphilosophischen Hauptwerken. Hamburg 2003, ISBN 3-7873-1660-4.
- Narrative Ontologie. Tübingen 2017, ISBN 3-16-155397-7.